# Basketball Bundesliga de 1989–90
A Temporada 1989–90 da Basketball Bundesliga foi a 24.ª edição da principal competição de basquetebol masculino na Alemanha, sendo a última temporada que as equipes da RDA (Alemanha Oriental) não participaram. A equipe do TSV Bayer 04 Leverkusen conquistou seu oitavo título nacional iniciando uma sequencia de sete conquistas consecutivas.

## Equipes participantes
| Clube                   | Localização  |
| ----------------------- | ------------ |
| Steiner Bayreuth        | Bayreuth     |
| TSV Bayer 04 Leverkusen | Leverkusen   |
| TTL Bamberg             | Bamberga     |
| Galatasaray Köln        | Colônia      |
| SSV Goldstar Hagen      | Hagen        |
| TSV Hagen 1860          | Hagen        |
| BG Ludwigsburg          | Ludwigsburgo |
| DTV Charlottenburg      | Berlim       |
| SSV/SB Ulm              | Ulm          |
| MTV 1846 Giessen        | Giessen      |
| MTV Wolfenbüttel        | Volfembutel  |
| TV Langen               | Langen       |

## Classificação Fase Regular

### Temporada Regular
| Pos. | Clube                   | V  | D  | Pts      | Classificação |
| ---- | ----------------------- | -- | -- | -------- | ------------- |
| 1    | Steiner Bayreuth        | 21 | 1  | 42:02:00 | Playoffs      |
| 2    | TSV Bayer 04 Leverkusen | 20 | 2  | 40:04:00 | Playoffs      |
| 3    | TTL Bamberg             | 17 | 5  | 34:10:00 | Playoffs      |
| 4    | Galatasaray Köln        | 15 | 7  | 30:14:00 | Playoffs      |
| 5    | SSV Goldstar Hagen      | 12 | 10 | 00:20    | Playoffs      |
| 6    | TSV Hagen 1860          | 10 | 12 | 20:24    | Playoffs      |
| 7    | BG Ludwigsburg          | 9  | 13 | 18:26    | Playoffs      |
| 8    | DTV Charlottenburg      | 8  | 14 | 16:28    | Playoffs      |
| 9    | SSV/SB Ulm              | 8  | 14 | 16:28    | Playouts      |
| 10   | MTV 1846 Giessen        | 7  | 15 | 14:30    | Playouts      |
| 11   | MTV Wolfenbüttel        | 3  | 19 | 06:38    | Playouts      |
| 12   | TV Langen               | 2  | 20 | 04:40    | Playouts      |

### Playoffs
|  | Quartas de final | Quartas de final        | Quartas de final |                         |   | Semifinais              | Semifinais | Semifinais |  |  | Final | Final            | Final |
|  |                  |                         |                  |                         |   |                         |            |            |  |  |       |                  |       |
|  |                  |                         |                  |                         |   |                         |            |            |  |  |       |                  |       |
|  | 1                | Steiner Bayreuth        | 2                |                         |   |                         |            |            |  |  |       |                  |       |
|  | 8                | DTV Charlottenburg      | 0                |                         |   |                         |            |            |  |  |       |                  |       |
|  | 8                | DTV Charlottenburg      | 0                |                         |   | Steiner Bayreuth        | 3          |            |  |  |       |                  |       |
|  |                  |                         |                  |                         |   | Steiner Bayreuth        | 3          |            |  |  |       |                  |       |
|  |                  |                         | Galatasaray Köln | 0                       |   |                         |            |            |  |  |       |                  |       |
|  | 4                | Galatasaray Köln        | Galatasaray Köln | 0                       | 2 |                         |            |            |  |  |       |                  |       |
|  | 4                | Galatasaray Köln        |                  |                         | 2 |                         |            |            |  |  |       |                  |       |
|  | 5                | SSV Goldstar Hagen      | 1                |                         |   |                         |            |            |  |  |       |                  |       |
|  |                  |                         |                  |                         |   |                         |            |            |  |  |       | Steiner Bayreuth | 1     |
|  |                  |                         |                  | TSV Bayer 04 Leverkusen | 3 |                         |            |            |  |  |       |                  |       |
|  | 2                | TSV Bayer 04 Leverkusen | 2                |                         |   |                         |            |            |  |  |       |                  |       |
|  | 7                | BG Ludwigsburg          | 0                |                         |   |                         |            |            |  |  |       |                  |       |
|  | 7                | BG Ludwigsburg          | 0                |                         |   | TSV Bayer 04 Leverkusen | 2          |            |  |  |       |                  |       |
|  |                  |                         |                  |                         |   | TSV Bayer 04 Leverkusen | 2          |            |  |  |       |                  |       |
|  |                  |                         | TTL Bamberg      | 1                       |   |                         |            |            |  |  |       |                  |       |
|  | 3                | TTL Bamberg             | TTL Bamberg      | 1                       | 2 |                         |            |            |  |  |       |                  |       |
|  | 3                | TTL Bamberg             |                  |                         | 2 |                         |            |            |  |  |       |                  |       |
|  | 6                | TSV Hagen 1860          | 1                |                         |   |                         |            |            |  |  |       |                  |       |

## Campeões da Basketball Bundesliga (BBL) 1990–91
| Campeões da BBL 1989–90            |
| ---------------------------------- |
| TSV Bayer 04 Leverkusen 8.º título |

## Clubes alemães em competições europeias
| Clube                   | Competição         | Resultado                                                       |
| ----------------------- | ------------------ | --------------------------------------------------------------- |
| Steiner Bayreuth        | Copa dos Campeões  | Eliminado na Primeira Fase por Den Helder (75-97;97-79)         |
| DTV Charlottenburg      | Copa Korać         | Eliminado na Primeira Fase por Benetton Treviso (70-96;68-91)   |
| BG Ludwigsburg          | Copa Korać         | Eliminado na Ronda dos 32 por CSKA Moscou (94-108;80-102)       |
| Galatasaray Köln        | Copa Korać         | Eliminado na Primeira Fase por Maccabi Bruxelas (100-110;86-88) |
| TTL Bamberg             | Copa Korać         | Eliminado na Primeira Fase por Panionios (66-86;89-96)          |
| TSV Bayer 04 Leverkusen | FIBA Copa Europeia | Eliminado na Primeira Fase por FC Mulhause (97-88;77-96)        |